# Алонсо, Армандо
Армандо Алонсо Родригес (исп. Armando Alonso Rodríguez; род. 21 марта 1984, Сан-Хосе, Коста-Рика) — коста-риканский футболист, нападающий, известный по выступлениям за клубы «Саприсса», «Картахинес» и «Алахуэленсе», а также сборную Коста-Рики.

## Клубная карьера
Алонсо — воспитанник футбольной академии клуба «Саприсса». 20 февраля 2002 года в матче против «Сантос де Гуапилес» он дебютировал в коста-риканской Примере. В 2005 году Амандо на правах аренды перешёл в «Картахинес», где отыграл два сезона. В составе «Саприссы» Алонсо трижды выиграл чемпионат.
В 2012 году Амандо перешёл в «Алахуэленсе». 13 февраля в матче против своего бывшего клуба «Саприссы» он дебютировал за новую команду. 3 сентября в поединке против клуба «Кармелита» Алонсо забил свой первый гол за «Алахуэленсе». С новой командой Амандо ещё дважды выиграл чемпионат.
В матчах Лиги чемпионов КОНКАКАФ против мексиканского «Крус Асуль» и панамского «Чоррильо» забил три гола.
12 января 2016 года Алонсо объявил о завершении карьеры футболиста.

## Международная карьера
В 2008 году Алонсо дебютировал за сборную Коста-Рики. 14 июня того же года в отборочном матче чемпионата мира 2010 против сборной Гренады он забил свой первый гол за национальную команду.
В 2009 году он попал в заявку сборной на участие в Золотом кубке КОНКАКАФ. На турнире Амандо сыграл в матчах против Ямайки, Канады, Гваделупы и Мексики.

### Голы за сборную Коста-Рики
| #   | Дата            | Место                                        | Противник | Счёт | Результат | Соревнование                          |
| --- | --------------- | -------------------------------------------- | --------- | ---- | --------- | ------------------------------------- |
| 01. | 110 июня 2008   | Национальный стадион, Сент-Джорджес, Гренада | Гренада   | 1:2  | 2:2       | Чемпионат мира 2014 отборочный турнир |
| 02. | 6 сентября 2008 | Рикардо Саприсса, Сан-Хосе, Коста-Рика       | Суринам   | 3:0  | 7:0       | Чемпионат мира 2014 отборочный турнир |
| 03. | 12 октября 2008 | Андре Кампервин, Парамарибо, Суринам         | Суринам   | 0:3  | 1:4       | Чемпионат мира 2014 отборочный турнир |

## Достижения
Командные
 «Саприсса»
- Чемпионат Коста-Рики по футболу — 2003/2004
- Чемпионат Коста-Рики по футболу — Верано 2008
- Чемпионат Коста-Рики по футболу — Инверно 2008
- Чемпионат Коста-Рики по футболу — Верано 2010

 «Алахуэленсе»
- Чемпионат Коста-Рики по футболу — Инверно 2012/2013
- Чемпионат Коста-Рики по футболу — Инверно 2013/2014